# Zinvié
Zinvié är ett arrondissement i kommunen Abomey-Calavi i Benin. Den hade 13 212 invånare år 2002.